# Eloria lucida
Eloria lucida är en fjärilsart som beskrevs av Walker 1856. Eloria lucida ingår i släktet Eloria och familjen tofsspinnare. Inga underarter finns listade i Catalogue of Life.